# راکی ۲
راکی ۲ (به انگلیسی: Rocky 2) یک فیلم ورزشی و درام آمریکایی محصول سال ۱۹۷۹ به نویسندگی، کارگردانی و بازی سیلوستر استالونه است. این دنباله فیلم راکی (۱۹۷۶) و دومین قسمت از مجموعه فیلم‌های راکی است. همچنین تالیا شایر، برت یانگ، کارل ویترز و برگس مردیت در این فیلم بازی می‌کنند. در این فیلم، راکی بالبوآ (استالونه) که در تلاش است خود را با زندگی خانوادگی وفق دهد، خود را در یک مسابقه مجدد می‌بیند که به شدت توسط آپولو کرید (وِترز) درخواست می‌شود.
توسعه راکی ۲ در سال ۱۹۷۷ و پس از تکمیل فیلمنامه توسط استالونه آغاز شد. پس از اینکه جان جی. آویلدسن، کارگردان فیلم اول نتوانست برگردد، کمپانی‌ها تمایلی به اجازه کارگردانی استالونه نداشتن. فیلمبرداری اصلی در سال ۱۹۷۸ شروع شد و فیلمبرداری عمدتاً در فیلادلفیا انجام شد و طی آن استالونه چندین جراحت دید.
فیلم راکی ۲ در ۱۵ ژوئن ۱۹۷۹ توسط یونایتد آرتیستس در ایالات متحده اکران شد. این فیلم به‌طور کلی نقدهای مثبتی از منتقدان دریافت کرد و به دلیل شخصیت پردازی، پایان و بازی استالونه تحسین شد. این فیلم ۲۰۰ میلیون دلار در سراسر جهان و ۸۵ میلیون دلار در آمریکای شمالی فروخت و سومین فیلم پرفروش سال ۱۹۷۹ در داخل کشور شد. دنباله، راکی ۳، در سال ۱۹۸۲ منتشر شد.

## خلاصه داستان
راکی (سیلوستر استالونه) مشت زنی نه چندان مشهور که فرصت مبارزه‌ای نمایشی با آپولو کرید (کارل ودرز) را به دست آورده در ابعادی دور از انتظار همگان ظاهر می‌شود. اما آپولو که از ناتوانی در برابر مشت‌زنی غیر حرفه‌ای شرمنده شده، خواستار مبارزه‌ای واقعی با اوست. راکی از فرجام کار خویش بیمناک است اما هراس واقعی او باختن در این مبارزه نیست، بلکه از دست دادن زنی است که او را با تمام وجودش دوست دارد…

## مشروح داستان
در روز سال نو ۱۹۷۶، قهرمان سنگین‌وزن بوکس جهان، آپولو کرید، موفق می‌شود در یک تصمیم‌گیری با رأی تقسیم‌شده، عنوان خود را در برابر رقیبش راکی بالبوا حفظ کند. هر دو به یک بیمارستان منتقل می‌شوند. با وجود توافق قبلی برای برگزار نکردن مسابقهٔ مجدد، آپولو همان شب دوباره راکی را به مبارزه دعوت می‌کند تا ثابت کند ایستادگی راکی در برابر او فقط یک تصادف بوده، اما راکی پیشنهاد او را رد می‌کند و از بوکس حرفه‌ای کناره می‌گیرد. دوست‌دختر راکی، آدریان، از تصمیمش حمایت می‌کند و پزشکان نیز اعلام می‌کنند که راکی نیاز به عمل جراحی برای جداشدگی شبکیه دارد، عارضه‌ای که ممکن است به نابینایی دائمی بینجامد. در خلوت، راکی نزد آپولو می‌رود و از او می‌پرسد که آیا تمام توان خود را در مسابقه گذاشته یا نه؛ و آپولو تأیید می‌کند که چنین بوده است.
پس از ترخیص از بیمارستان، راکی از شهرت تازه‌به‌دست‌آمده‌اش لذت می‌برد. یک کارگزار، راکی را فرصتی طلایی برای تبلیغات و قراردادهای پُردرآمد می‌بیند. ثروت ناگهانی باعث می‌شود راکی به آدریان پیشنهاد ازدواج بدهد؛ آدریان نیز با خوشحالی می‌پذیرد و آن‌ها در مراسمی کوچک ازدواج می‌کنند. کمی بعد، آدریان بارداری خود را اعلام می‌کند. در همین حال، آپولو که از نامه‌های نفرت‌بار متهم‌کننده به تبانی خشمگین است، وسواس پیدا می‌کند که تنها راه بی‌اعتبار کردن عملکرد راکی، انجام مسابقهٔ مجدد است. او که مصمم است تنها لکهٔ کارنامهٔ حرفه‌ای‌اش را پاک کند، از گروهش می‌خواهد با هر ترفندی راکی را به رینگ بازگردانند، با وجود آن‌که دوستان و خانواده‌اش هشدار می‌دهند توان راکی در جذب ضربات برای دفاع از عنوان بسیار خطرناک است.
در ابتدا، راکی به کمپین تبلیغاتی آپولو بی‌تفاوت است، اما تحصیلات اندک و رفتار غیررسمی‌اش به‌زودی او را دچار مشکلات مالی می‌کند. پس از چند تلاش ناموفق برای پیدا کردن شغل، راکی نزد مربی و مدیر برنامه‌اش، میکی گولد‌میل، به باشگاه می‌رود تا دربارهٔ احتمال مسابقهٔ مجدد با آپولو صحبت کند. میکی ابتدا به‌خاطر سلامتی راکی مخالفت می‌کند، اما پس از آن‌که آپولو علناً به راکی توهین می‌کند، نظرش عوض می‌شود. آدریان را با خطرات بازگشت به بوکس روبه‌رو می‌کند و خطر آسیب به بینایی‌اش را یادآور می‌شود، اما راکی پاسخ می‌دهد که تنها چیزی که بلد است، مبارزه است. آدریان عقب‌نشینی می‌کند اما از حمایت شوهرش خودداری می‌ورزد.
راکی و میکی تمرین را آغاز می‌کنند، اما راکی به‌خاطر نارضایتی آدریان تمرکز ندارد. برادر آدریان، پالی، با خواهرش دربارهٔ عدم حمایت از شوهرش درگیر می‌شود و آدریان در میانهٔ مشاجره از حال می‌رود و به بیمارستان منتقل می‌شود و آن‌جا زایمان می‌کند. نوزاد اگرچه نارس به دنیا می‌آید، اما سالم است، ولی آدریان به کما می‌رود. راکی خود را مقصر می‌داند و کنار تخت آدریان می‌ماند و حتی حاضر نمی‌شود نوزادش را ببیند تا زمانی که آدریان از کما خارج شود. وقتی آدریان به هوش می‌آید و راکی را در کنار خود می‌بیند، آن‌ها نوزاد خود را می‌بینند و نام او را رابرت «راکی جونیور» می‌گذارند. آدریان سرانجام اجازه می‌دهد راکی دوباره به رینگ برگردد و راکی به سرعت برای مسابقه آماده می‌شود.
در شب عید شکرگزاری، مسابقهٔ دوم برگزار می‌شود. آپولو در برابر مردم اعلام می‌کند که قصد دارد راکی را در کمتر از دو راند شکست دهد تا ثابت کند که طولانی‌شدن مسابقهٔ قبلی تصادفی بوده است. بر خلاف مسابقهٔ اول، آپولو به‌سختی تمرین کرده‌است. برای محافظت از چشم آسیب‌دیده‌اش، راکی تصمیم می‌گیرد با دست راست مبارزه کند، نه با سبک طبیعی‌اش، یعنی سبک ساوت‌پا، اما همین باعث می‌شود در برابر آپولو آسیب‌پذیر باشد. راکی دو بار نقش زمین می‌شود و در بیشتر بخش‌های مبارزه مغلوب است. تا آغاز راند پانزدهم و پایانی، آپولو امتیاز بالایی دارد و تنها باید از راکی فاصله بگیرد تا با رأی داوران پیروز شود. اما او می‌خواهد با ناک‌اوت پیروز شود تا هیچ شکی دربارهٔ برتری‌اش باقی نماند و هشدارهای مربی‌اش برای عقب‌نشینی را نادیده می‌گیرد.
در راند آخر، راکی دوباره به سبک طبیعی خود برمی‌گردد و در صحنه‌ای دراماتیک، مجموعه‌ای از ضدضربات را بر آپولو وارد می‌کند. هر دو، از شدت خستگی، مشت ردوبدل می‌کنند تا اینکه راکی موفق می‌شود آپولو را زمین‌گیر کند. اما خودش نیز تعادلش را از دست داده و هم‌زمان با او به زمین می‌افتد. در حالی‌که هر دو تلاش می‌کنند دوباره بلند شوند، راکی با شمارش تا ۹ روی پای خود می‌ایستد و آپولو از شدت خستگی فرو‌می‌ریزد. بدین ترتیب، راکی با ناک‌اوت پیروز می‌شود و قهرمان جدید سنگین‌وزن جهان می‌گردد. او در میان هیجان جمعیت، کمربند قهرمانی را بالا می‌برد و برای همسرش که مسابقه را از تلویزیون تماشا می‌کند، فریاد می‌زند: «آدریان! موفق شدم!»

## بازیگران
- سیلوستر استالونه در نقش راکی بالبوآ، "اسب نریان ایتالیایی": اسبی که در فیلم اول تنها یک شانس برای کسب عنوان قهرمانی سنگین وزن از آپولو کرید گرفته بود. با توجه به باور عمومی مبنی بر اینکه احتمال پیروزی راکی بسیار زیاد بود، او در این فیلم شانس دومی برای کسب عنوان قهرمانی پیدا می‌کند.
- تالیا شایر در نقش آدریان: معشوقه راکی که حالا همسر اوست. در حین زایمان، به همراه اولین پسرشان، بخش زیادی از فیلم را در کما سپری می‌کند.
- برت یانگ در نقش پولی: بهترین دوست راکی که حالا شوهر خواهرش شده
- کارل ویترز در نقش آپولو کرید: قهرمان فعلی سنگین وزن جهان که در فیلم اول به راکی شانس قهرمانی داد، و او با رأی اکثریت آرا پیروز شد. به دلیل نتیجه نزدیک مبارزه، عموم مردم معتقدند که آپولو لزوماً برنده نبوده است، و بنابراین او به راکی فرصت دوباره‌ای در یک مسابقه مجدد می‌دهد.
- بورگس مریدیت در نقش میکی: دوست، مدیر و مربی راکی؛ یک مبارز سابق خروس وزن از دهه 1920 و صاحب باشگاه بوکس محلی.
- تونی بارتون در نقش تونی داک اورز: پدرخوانده، دوست، مربی و مدیر آپولو.

- سیلویا میلز در نقش مری آن کرید: همسر آپولو کرید.

- سرجیو استالونه در نقش رابرت "راکی" بالبوآ جونیور: فرزند تازه متولد شده راکی و آدریان. سرجیو بدون ذکر نام در فیلم حضور داشت.

- پل میکال در نقش پدر کارمین: کشیش راکی.

- جو اسپینل در نقش تونی گازو: نزول‌خوار و کارفرمای سابق راکی.

- فرانک مک‌ری در نقش سرکارگر گوشت.

جف تمکین گوینده رینگ را به تصویر می‌کشد. داور لو فیلیپو و مفسران برنت ماسبرگر، استو ناهان و بیل بالدوین در نقش خودشان ظاهر می‌شوند. لروی نیمن در صحنه‌های تمرینی فیلم حضوری کوتاه و بدون صحبت دارد که در عنوان‌بندی ذکر نشده است. او در حین تمرین، تصویری از آپولو را می‌کشد.

## فروش فیلم
راکی ۲ با بودجه ۷ میلیون دلار ساخته شد و در گیشه ۲۰۰ میلیون دلار فروش کرد. این فیلم به همراه فیلم مون ریکر پرفروش‌ترین فیلم سال شد.